# Gnuplot
Gnuplot is een veelzijdig CLI-programma waarmee twee- en driedimensionale grafieken kunnen gegenereerd worden op basis van data en wiskundige formules. Het programma wordt gebruikt voor educatie alsook om publicaties van professionele afbeeldingen te voorzien. Het programma bestaat sinds 1986. Alhoewel het programma gnuplot noemt, wordt de software niet verspreid onder de GNU General Public License (GPL) en is het ook niet geassocieerd met GNU. In plaats van de GPL gebruikt men een eigen (beperkende) opensourcelicentie (het is bijvoorbeeld niet toegestaan om een aangepaste versie van de broncode van gnuplot te verspreiden).
Het programma is geschreven in de programmeertaal C. Het programma is beschikbaar voor meerdere besturingssystemen, waaronder Windows, macOS, Linux en Unix.

## Functies

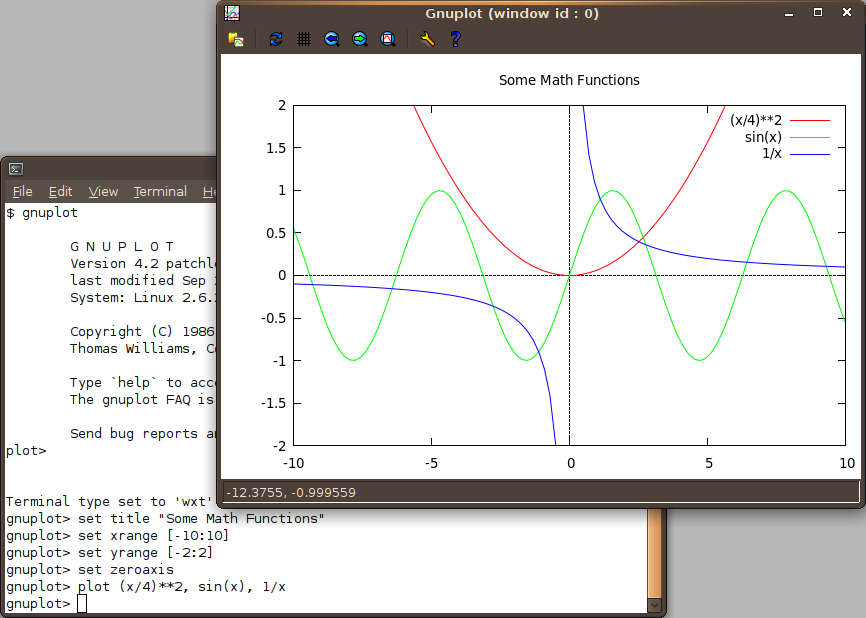
gnuplot in interactieve modus

- Uitvoer rechtstreeks op het scherm tonen of exporteren naar PNG, EPS, SVG en JPEG.
- LaTeX-code genereren die kan gebruikt worden in LaTeX-documenten waarbij gebruik wordt gemaakt van de lettertypes en de krachtige formules van LaTeX.
- Gnuplot kan in interactieve modus en in batchmodus (voor scripts) gebruikt worden.

Verder wordt gnuplot gebruikt als de plot-engine voor GNU Octave, Maxima en gretl. Het programma kan aangesproken worden vanuit Perl (via CPAN), Python (via Gnuplot-py en Sage), Java (via jgnuplot), Ruby (via Ruby Gnuplot), Ch (via Ch Gnuplot) en Smalltalk (Squeak en GNU Smalltalk).

## Voorbeeld

### Spiraal

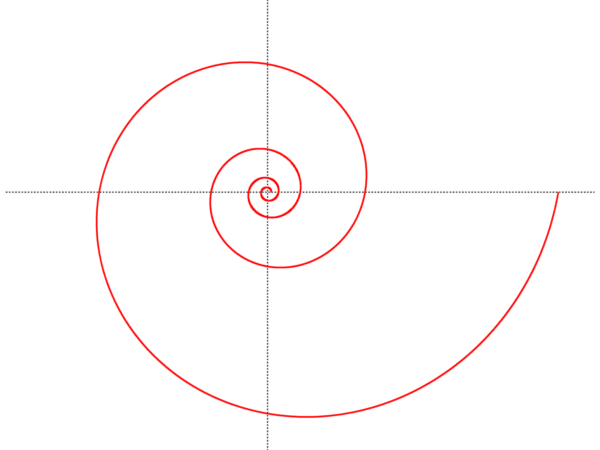
Logaritmische spiraal

```
# Exporteer naar een png-bestand:
set terminal png small color
set output "logarithmic_spiral.png"

# Zelfde schaal voor beide assen, half-grootte-uitvoer:
set size ratio -1 0.5, 0.5

# Meer voorbeeldpunten om een vloeiendere afbeelding te creëren:
set samples 170

# Assen in het middelpunt, geen maatstreepjes:
set zeroaxis
set noxtics
set noytics
set noborder
set polar

# set title "Logarithmic spiral (pitch 10 degrees)"

plot [-4*pi:4*pi] [-8:10] [-8:6] 1.19**t notitle

```